# Caso Degollados
Caso Degollados es el nombre con el que se conoce al secuestro y asesinato de tres militantes del Partido Comunista de Chile —los profesionales José Manuel Parada, Manuel Guerrero Ceballos y Santiago Nattino—, perpetrado por Carabineros en Santiago en marzo de 1985, durante la dictadura militar de Augusto Pinochet. La conmoción por los crímenes y posterior investigación provocaron —cuatro meses después— la caída de César Mendoza, general director de Carabineros y miembro de la Junta Militar desde el golpe de Estado del 11 de septiembre de 1973.
Tras el retorno a la democracia, dieciséis inculpados fueron condenados por lo hechos, entre ellos cinco a presidio perpetuo por los delitos de secuestro y asesinato.

## Antecedentes
En agosto de 1984 el suboficial de la Fuerza Aérea de Chile (FACh) Andrés Valenzuela Morales desertó de la institución y confesó a la periodista Mónica González, de la revista Cauce, la existencia del Comando Conjunto, organización clandestina de la FACh que durante los años 70 «compitió» con la DINA en el exterminio de las cúpulas de los partidos que habían pertenecido a la Unidad Popular. Tras la instauración de estado de sitio en noviembre de 1984 y la clausura de revistas opositoras al régimen para impedir su publicación, la entrevista a Valenzuela recién pudo ser publicada en diciembre de ese año, en El Diario de Caracas de Venezuela.
El 30 de octubre de 1984, meses antes de la publicación de la entrevista, una banda asaltó la sede del Movimiento Democrático Popular —coalición que reunía a partidos de izquierda como el Partido Comunista (PC), el Partido Socialista-Almeyda y la Izquierda Cristiana, entre otros— localizada en calle San Antonio, Santiago. Entre las pertenencias robadas estaba la libreta de apuntes del arquitecto y militante comunista Ramón Arriagada Escalante. Arriagada mantenía anotadas en su libreta sus reuniones con diversos militantes del partido, entre ellos el sociólogo y funcionario de la Vicaría de la Solidaridad, José Manuel Parada, el profesor y dirigente de la Asociación Gremial de Educadores de Chile (Agech) Manuel Guerrero Ceballos, y el pintor y partidario de la Agech, Santiago Nattino.
Cuatro meses después, el 25 de febrero de 1985, Arriagada fue detenido por dos personas vestidas de civil en la esquina de Ramón Carnicer con Almirante Simpson, en las inmediaciones de plaza Italia, y subido a un vehículo. Se revelaría posteriormente que eran agentes de la entonces secreta Dirección de Comunicaciones de Carabineros (Dicomcar).
Durante el tiempo que fue retenido, Arriagada fue torturado e interrogado sobre el actuar de Parada y Guerrero. En ese tiempo Parada, como Arriagada informaría bajo tortura a sus captores, investigaba al Comando Conjunto, trabajo que había iniciado después de que Mónica González y Edwin Harrington, director de Cauce, acudieran a la Vicaría de la Solidaridad para sacar a Valenzuela Morales de Chile. En esa tarea Parada recibía la ayuda de Guerrero, quien en 1976 había sido detenido y torturado por la entonces desconocida organización. Los agentes de la Dicomcar también creían que ambos poseían estrecha cercanía con la dirigencia en la clandestinidad del PC, mientras que de Nattino sospechaban que se encargaba de reingresar militantes a Chile de manera clandestina.
En las semanas siguientes Arriagada pudo informar a Parada de que había sido secuestrado e interrogado sobre sus actividades, sin embargo, el sociólogo optó por no salir del país, pese a que estaba consciente del riesgo que corría.

## Secuestros y asesinatos

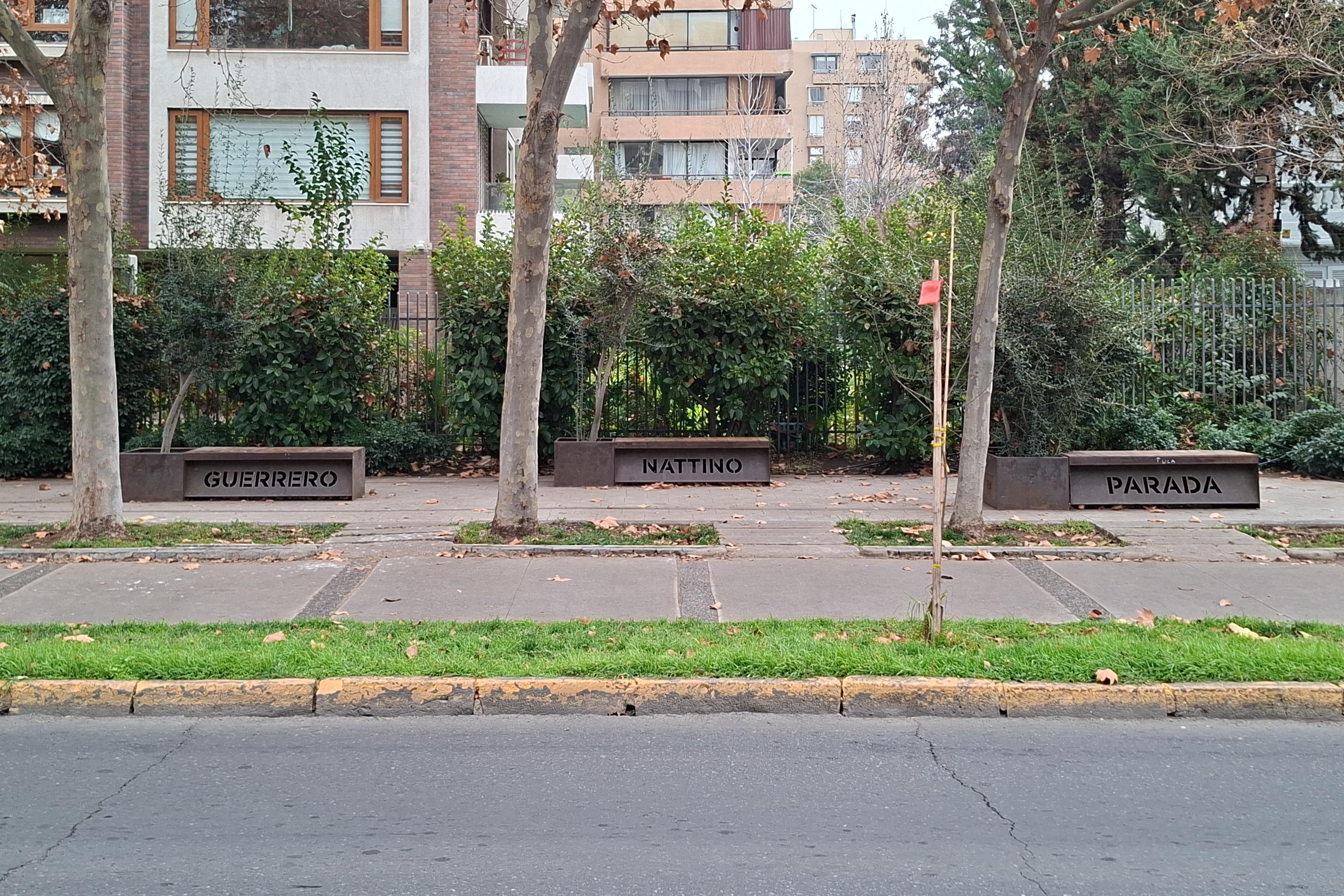
Memorial en el lugar donde se encontraba el Colegio Latinoamericano en avenida Los Leones.

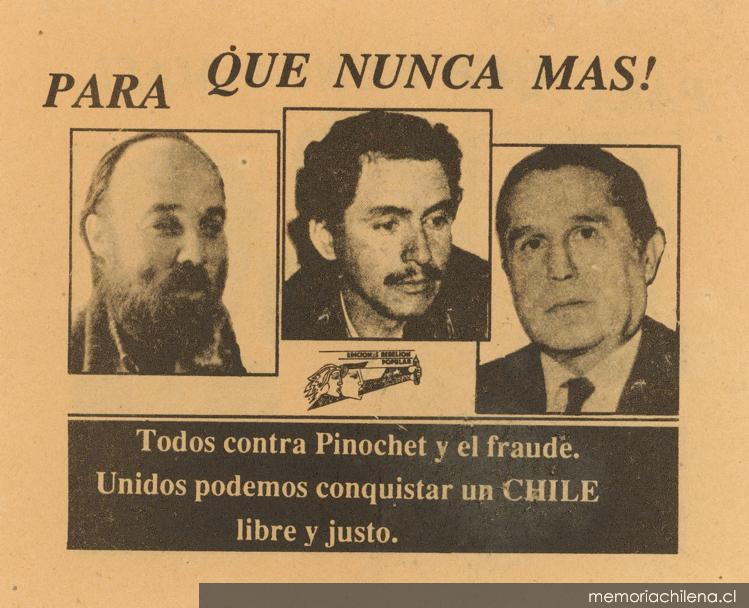
Panfleto con las fotografías de José Manuel Parada, Manuel Guerrero y Santiago Nattino.

En la mañana del jueves 28 de marzo, Nattino fue abordado en la intersección de las calles Apoquindo con Badajoz por un sujeto que lo encañonó y lo hizo subir a un vehículo que esperaba en la esquina. Esa misma noche, desconocidos ingresaron a una oficina de la Agech ubicada en Londres 75B y secuestraron a cuatro dirigentes de la asociación: Mónica Araya, Eduardo Osorio, José Toloza y Alejandro Traverso. Los cuatro serían liberados al día siguiente, después de una jornada entera de interrogatorios.
Pasadas las 8:30 h del viernes 29, Parada y Guerrero se encontraban conversando en las afueras del Colegio Latinoamericano —en avenida Los Leones 1401— cuando de pronto un station wagon marca Opala se detuvo frente a ellos. Se bajaron tres sujetos y con violencia agarraron al sociólogo y al profesor. De dos profesores que presenciaron la escena, uno de ellos recibió un disparo en el abdomen cuando intentó intervenir. Inmediatamente el station arrancó en dirección desconocida. Momentos antes de la escena un helicóptero policial había pasado en vuelo rasante por el sector y un individuo se había parado en la esquina y había comenzado a desviar el tránsito.
La investigación posterior determinaría que Parada y Guerrero fueron llevados al cuartel de la Dicomcar en calle Dieciocho, el mismo recinto donde la década anterior había operado el Comando Conjunto. En ese lugar, los tres fueron torturados. Posteriormente, en la madrugada del sábado 30, fueron llevados en vehículo hasta Quilicura. Los profesionales fueron degollados y sus cuerpos dejados entre unos matorrales, frente al fundo «El Retiro», cercano al aeropuerto Pudahuel.
Ese mismo sábado, pasado el mediodía, los cuerpos fueron encontrados por dos campesinos. En las horas siguientes, luego de la conmoción pública por el hallazgo de los tres profesionales, el almirante José Toribio Merino habló de un crimen «del Partido Comunista», mientras que el general César Mendoza dijo que se trataba de «un ajuste de cuentas». El ministro de Defensa Patricio Carvajal, por su parte, culpó al «comunismo dirigido desde Moscú» como el responsable de los asesinatos.

## Investigación
El brutal triple homicidio, que sería conocido como «caso Degollados», generó conmoción e indignación en todo el país. El lunes 1 de abril, el mismo día de los funerales de Guerrero y Parada, la Corte Suprema designó al juez José Cánovas Robles como ministro en visita para investigar los crímenes.
Rápidamente las evidencias apuntaron a la participación de carabineros pertenecientes a la hasta entonces desconocida Dicomcar, tanto en los asesinatos de los tres profesionales, como en los secuestros de los cuatro integrantes de la Agech y de Arriagada. De gran importancia fue un informe elaborado por la CNI y entregado al juez, que describía los métodos operativos y centros de operación de la Dicomcar. La investigación determinaría que los asesinatos fueron ordenados por Guillermo González Betancourt, jefe del Departamento de Asuntos Externos e Internos de la Dicomcar, y ejecutados por los cabos Alejandro Segundo Sáez Mardones y Claudio Alberto Salazar Fuentes y el sargento José Florentino Fuentes Castro. En el vehículo que trasladó a Parada, Guerrero y Nattino hasta Quilicura también iban González Betancourt, el capitán Patricio Zamora Rodríguez y Miguel Estay Reyno, conocido como «el Fanta», comunista convertido en delator y colaborador de la dictadura.
El 1 de agosto, tras cuatro meses de investigación, el juez Cánovas  encargó reos a los dos presuntos pilotos del helicóptero policial que habría sobrevolado la escena del secuestro en los minutos previos al plagio, y dejó bajo arraigo a otros doce funcionarios, entre ellos el coronel Luis Fontaine Manríquez, jefe de la Dicomcar, el coronel Julios Luis Michea Muñoz, jefe de Asuntos Internos y Externos del organismo, y el teniente coronel Iván González Jorquera, jefe del GOPE. También se declaró incompetente para que el caso fuera visto por la Justicia Militar. Sin embargo, en los días siguientes el tribunal castrense rechazó la incompetencia. 
El 2 de agosto, un día después de la resolución de Cánovas, el general director César Mendoza renunció al mando y a la Junta del Gobierno, la cual integraba desde el golpe militar del 11 de septiembre de 1973. Ese mismo día, consultado por la prensa por qué se iba, Mendoza respondió: «Porque se me antojó, no más», y luego agregó: «Se está desgranando el choclo...». En su reemplazo asumió el general Rodolfo Stange, quien en las semanas siguientes ordenó la disolución de la Dicomcar.
En su informe especial de 1985, la Comisión Interamericana de Derechos Humanos declaró que con esto esperaba que «el caso ahora en curso conduzca a la identificación y el castigo de las personas responsables de la ejecución de un acto tan culpable».
Tras retomar el caso, Cánovas encargó reos a diez funcionarios, pero en enero de 1986 la Corte Suprema revocó los autos de procesamiento, y un año después el juez dictó el sobreseimiento temporal de la causa. En 1989 el juez se acogió a retiro y asumió como ministro en visita Milton Juica.
En mayo de 1990 un comando del Frente Patriótico Manuel Rodríguez asesinó al coronel (r) Luis Fontaine Manríquez, en venganza por el caso Degollados.

## Condenas
Tras varios años de investigación, en 1994 el juez Milton Juica condenó a tres miembros del servicio secreto de la policía a presidio perpetuo por el asesinato, y a otros trece funcionarios a penas que oscilaron entre 41 días y 18 años de presidio. Posteriormente la Corte de Apelaciones aumentó a seis las condenas de presidio perpetuo. Al año siguiente, la Corte Suprema finalmente confirmó cinco de las seis condenas a presidio perpetuo: Guillermo González Betancourt, José Fuentes Castro, Alejandro Sáez Mardones, Claudio Salazar Fuentes y Miguel Estay Reyno. En el caso de Patricio Zamora Rodríguez se baja a 15 años y un día de presidio.